# Drie Steden (muntslag)

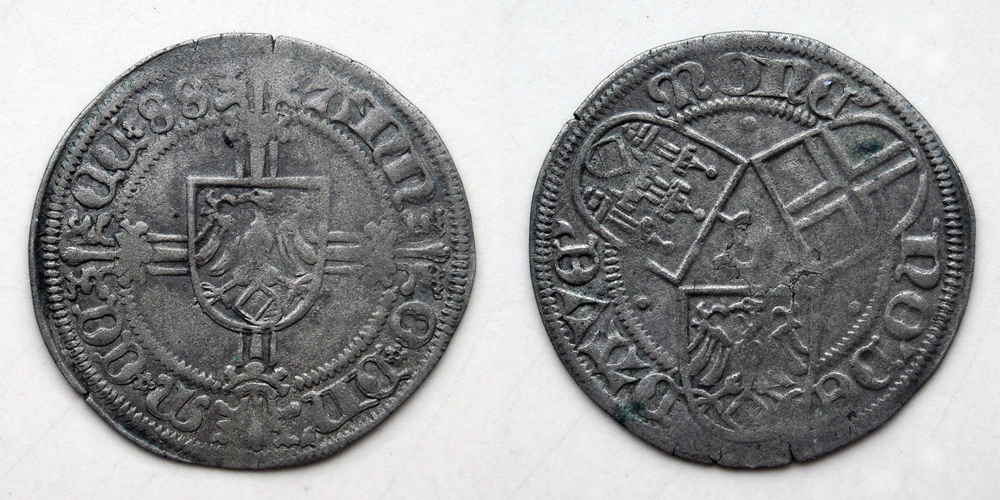
Halve Stichtse Stuiver of 'butken', zilver, geslagen te Deventer in 1488 (Driestedenmuntslag Deventer, Kampen, Groningen en Zwolle tijdens de eerste periode van samenwerking eind 15e eeuw).

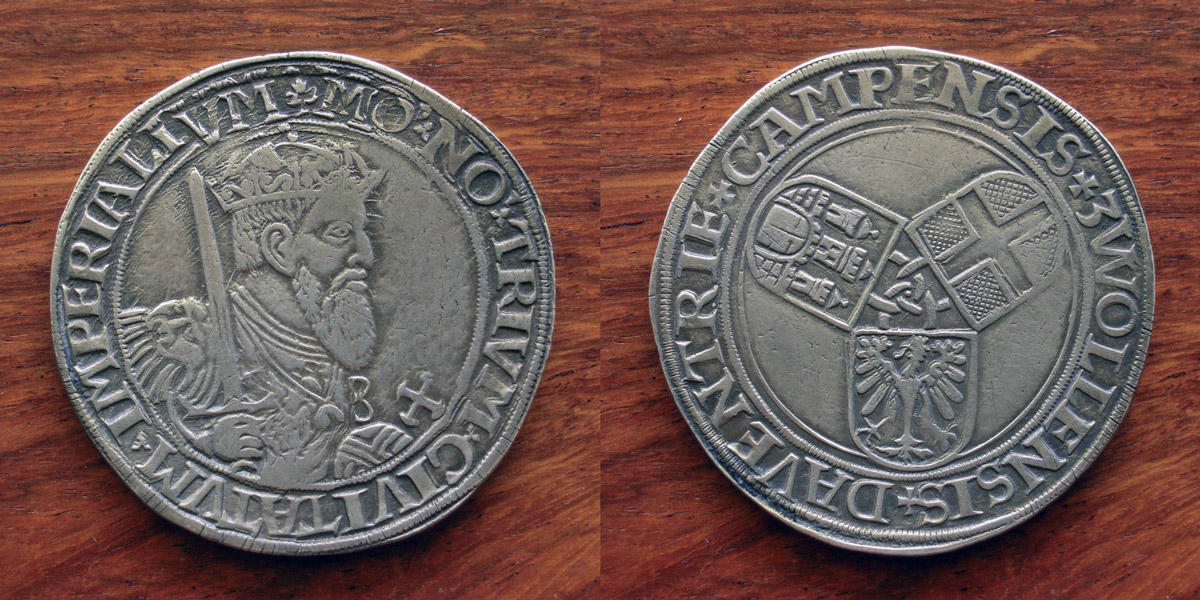
Een zilveren karolusdaalder van de Drie Steden Deventer, Kampen en Zwolle uit 1554, muntplaats Deventer. De voorzijde toont het portret van keizer Karel V. Op de keerzijde zijn de stadswapens van de Drie Steden afgebeeld.

De drie IJsselsteden Deventer, Kampen en Zwolle hebben van 1538 tot 1588 een gemeenschappelijke muntslag uitgeoefend, die bekend geworden is onder de naam Driestedenmuntslag (MONETA NOVA TRIVM CIVITATVM IMPERIALIVM).
Van het muntverbond "Drie Steden" was voor het eerst sprake in de late 15e eeuw. Zo sloten Deventer en Kampen in 1479 met de stad Groningen, en in 1488 uitgebreid met Zwolle (dat zojuist muntrecht had gekregen), conventies om ieder voor zich munten te slaan van gelijke waarde en overeenkomstig uiterlijk. Dat was hard nodig omdat overal in de Lage Landen de muntontwaarding toesloeg, wat het betalingsverkeer ernstig bemoeilijkte. In 1534 besloten de drie Overijsselse Rijkssteden Deventer, Kampen en Zwolle opnieuw te komen tot een gezamenlijke muntslag. De samenwerking was een economisch succes maar bleek politiek tot de nodige problemen te leiden.
Alle drie de steden waren Hanzesteden en vrije keizerlijke Rijkssteden. Ook hadden de drie steden ieder voor zich al het keizerlijk muntrecht, Deventer zelfs al vanaf de 10e eeuw. Ondanks verwoede tegenstand van landsheren en door oorlogshandelingen heen hebben deze steden hun gezamenlijke muntslag een halve eeuw lang kunnen volhouden. Op deze manier vormden zij gezamenlijk een blok tegen de Habsburgs-Bourgondische centrale regering te Brussel die probeerde om de IJsselsteden het munten te verbieden. Door middel van protesten, verboden en plakkaten heeft de landvoogdes te Brussel zich keer op keer verzet tegen de Driestedenmunt. Telkens wisten de steden hier onderuit te komen door zich te beroepen op hun keizerlijke muntrecht en privileges, door eindeloze onderhandelingen, uitstel of een beroep op het niet voldoende geïnformeerd zijn.

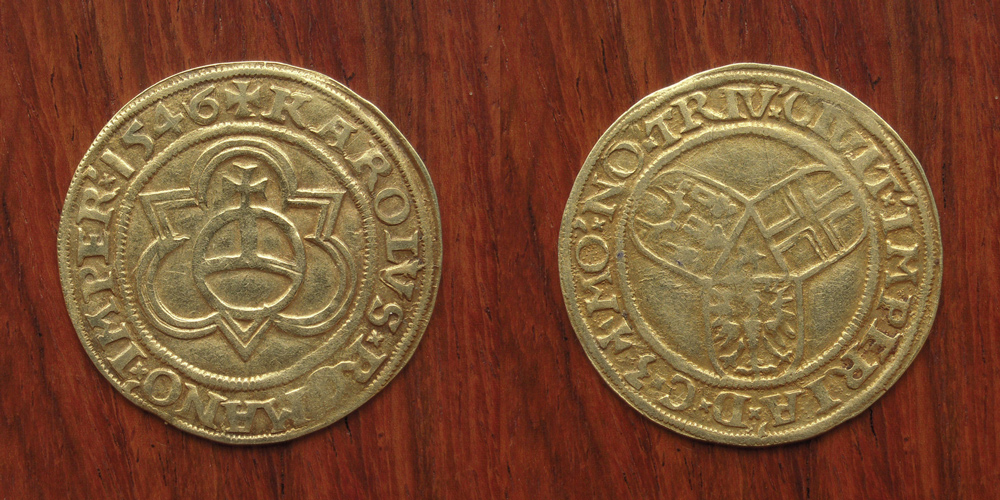
Een goudgulden van de Drie Steden Deventer, Kampen en Zwolle, geslagen te Deventer in 1546.

De drie steden richtten zich vanwege economische redenen qua muntrecht eerder op het naburige Duitse Keizerrijk dan op het Spaans-Bourgondische Rijk waar zij staatkundig deel van uitmaakten. Dit verplichtte de steden echter zich te houden aan de voorschriften van de Rijksdagen van het Duitse Rijk (RMO, de Reichsmünzordnung), welke men ook daadwerkelijk poogde na te komen omdat de steden graag wilden dat hun munten in het Duitse Rijk werden geaccepteerd.
Er werd zowel goud als zilver aangemunt. De munten werden geslagen op naam van Duitse keizers als Karel V, Maximiliaan II of Rudolf II.
De eerste Daalders vertoonden in 1538 afbeeldingen van hun respectievelijke stadsheiligen (St. Lebuïnus voor Deventer, St. Nicolaas voor Kampen en Aartsengel Michael voor Zwolle), van 1546-1555 het portret van Karel V en later de Duitse Rijksadelaar. De werkelijke landsheer koning Filips II werd volkomen genegeerd.

## Muntplaats
Van 1534 tot 1583 werd uitsluitend te Deventer gemunt, maar vanwege oorlogshandelingen werd in 1583 het munthuis van Deventer naar Kampen verplaatst. Na verovering van Deventer door de Spanjaarden in 1587 kwam in 1588 aan de samenwerking een einde en openden de steden enige jaren later ieder voor zich een eigen munthuis.

## Wapenschilden
Op alle munten van de Drie Steden werden op de keerzijde de wapenschilden van de drie steden afgebeeld:
- Deventer: gekroonde adelaar;
- Kampen: burcht voorzien van drie torens en een poort;
- Zwolle: kruis.

## Muntmeesters van de Drie Steden
| Muntmeester             | Periode   | Muntmeesterteken |
| ----------------------- | --------- | ---------------- |
| Willem van Vierssen     | 1538-1554 | geen             |
| Balthasar Wijntgens Sr. | 1555-1587 | granaatappel     |
| Caspar Wijntgens        | 1587-1588 | geen             |